# Shri Ram Chandra Mission
Pour les articles homonymes, voir RAM.
La Shri Ram Chandra Mission (SRCM) est une organisation spirituelle à but non lucratif fondée en 1945 à Shahjahanpur, en Inde, par Ram Chandra (1899-1983) pour faire connaître les idées de son guru Ram Chandraji (1873-1931). Elle a pour objectif la promotion de la méthode du Sahaj Marg pour la pratique de la méditation et d'un yoga simplifié permettant d'atteindre la perfection en une seule vie de manière compatible avec une vie familiale et professionnelle « normale ».
En 1995 et en 2003, la SRCM a été classée comme « mouvement sectaire » par la Mission interministérielle de lutte contre les sectes (MILS). La SRCM figure toujours dans les rapports de la Mission interministérielle de vigilance et de luttre contre les dérives sectaires (notamment en 2017) concernant les possibles dérives des nouveaux mouvements religieux inspirés de la spiritualité orientale, à l'intersection du marché du développement personnel, du coaching et du développement du yoga et de la méditation.

## Description
La Shri Ram Chandra Mission est une organisation internationale, dont existe une déclinaison française sous forme d'une association loi de 1901 à but non lucratif créée en 1986 à Paris,. L'association française déclare vouloir « préserver et transmettre la culture de l'inde rattachée au yoga traditionnel et favoriser dans ce domaine les échanges inter-culturels ». Elle affirme permettre à ses fidèles d'atteindre la perfection en une seule vie, tout en permettant une vie familiale et professionnelle normale. Bien que la vie en collectivité ne soit pas imposée, la vie familiale et professionnelle se révèle impossible d'après Chariji. Le président de l'association est le véritable maître de l'association, dont il peut modifier le règlement intérieur. 
L'actuel maître spirituel du Sahaj Marg est Kamlesh D Patel (en). Il a succédé en 2014 à  Parthasarathi Rajagopalachari, dit Chariji et né en 1927. Il fut le disciple de Sri ram chandra nommé Babuji, qui fut lui-même enseigné par Ram Chandra nommé Lalaji qui affirma avoir redécouvert une ancienne méthode d’entraînement spirituel, héritée des sages de l'Inde antique et reposant sur la transmission de l'énergie divine « pranahuti ». Ce disciple a développé la Shri Ram Chandra Mission sur tous les continents mais n'a pas fait l'unanimité au sein des précurseurs de la « mission », ce qui engendra une scission.  
Le Sahaj Marg a donné lieu à la publication de livres traduits dans une vingtaine de langues et de nombreux ashram.

## Historique du mouvement en France

### Création
L'association française acquiert le château d'Augerans à Mont-sous-Vaudrey, dans le département du Jura, pour l'équivalent de 2 millions d'euros et y inaugure le 9 octobre 1988 le Centre Européen de Yoga, où se déroulent des rassemblements de fidèles.

### Classement comme mouvement sectaire
En France, la SRCM a été classée dans la liste des mouvements sectaires orientalistes de plus de 2 000 adhérents, dans le premier rapport de la commission d'enquête parlementaires sur les sectes publié en 1995.
Ce classement a fait l'objet de plusieurs critiques : selon l'avocat Laurent Hincker, auteur de l'ouvrage Sectes, rumeurs et tribunaux « ce système de méditation, appelé Sahaj Marg, n'exige pas de mener une vie à l'écart du monde. Il intègre tous les aspects de l'homme, qu'ils soient physiques, mentaux ou spirituels, sans exiger ni austérité ni pénitence ni négation de soi ». Cette affirmation contredit cependant l'essentiel des préceptes du mouvement, qui prône différentes formes d'ascèses, et un contrôle strict des pensées, de la sexualité, et du quotidien mental de ses membres, par l'exigence de la prière. Selon le sociologue Bruno Étienne, spécialiste des questions de religion, l'absence de politique de conversion et de prosélytisme devrait permettre de classer la SRCM parmi les« NMR (nouveau mouvement religieux), groupe religieux très moderne, bien que fondé sur une tradition ancienne » arguant de l'absence de condamnation en justice du mouvement ; si le groupe n'est en effet pas prosélyte, il repose cependant sur la reproduction progressive de l'adhésion au mouvement par l'intégration des enfants dans le cadre d'activités ludiques visant à les faire entrer dans le cercle de soumission au Grand Maître. Raphaël Liogier, directeur de l'Observatoire du religieux et professeur des universités à l'Institut d'études politiques d'Aix-en-Provence, déclare quant à lui ne pas comprendre la mise à l'index du mouvement, reconnu d'utilité publique en Inde.
Le mouvement est à nouveau cité en 2003 dans le rapport de la mission interministérielles de vigilance et de lutte contre les sectes (Miviludes) en raison du ciblage opéré, au sein du mouvement, à l'encontre des enfants des fidèles. En 2013, le mouvement est composé de 5 000 fidèles. En 2017, la SRCM continue d'être citée dans le rapport d'activité de la Miviludes comme mouvement aux dérives sectaires, devant son développement à l'intersection du marché du développement personnel et du coaching et du développement du yoga et de la méditation.
En février 2023, le Conseil d'État rejette la demande en justice de l'association Shri Ram Chandra Mission France et de l'institut Heartfulness d'annuler pour excès de pouvoir le rapport annuel d'activité 2018-2020 de la Miviludes,  ainsi que le refus de cette même Miviludes d'abroger les passages des rapports annuels de 2003 et 2016/2017 leur étant défavorables.

### Conditionnement et soumission des adeptes
Les adeptes du mouvement sont encouragés à la soumission au maître : « Le moyen le plus facile et le plus sûr d’atteindre le but est de s’abandonner au Grand Maître et de devenir soi-même un mort-vivant [...]. En cet état, un homme ne pense et ne fait que ce que la volonté de son Maître lui ordonne ». La vie en communauté n'est cependant pas imposée, seul le souvenir du maître doit prédominer dans le quotidien des adeptes. Parmi les pratiques dénoncées par la Miviludes, est notamment dénoncée la pratique quotidienne de la méditation le matin, du « cleaning » et de la « méditation prière » le soir, autant d'étapes quotidiennes qui entretiennent fortement l’emprise sur les membres du mouvement. La tenue obligatoire d’un journal dans lequel les adeptes doivent consigner leurs pensées, sentiments, impressions, accentue l’enfermement. Le mouvement est aussi caractérisé par un contrôle strict de l’activité sexuelle, par la pratique du végétarisme forcé, associé à l’interdiction de l’alcool, du tabac, des drogues, et la soumission entière à la volonté du maître. Le mécanisme de soumission au maître passe par un abandon total de son libre-arbitre au Grand Maître.

## Historique dans le monde
En février 2021, le premier ministre indien Narendra Modi, lui-même défenseur du yoga, y compris pour lutter contre le Covid-19, fait l'éloge des efforts du mouvement Shri Ram Chandra Mission à l'occasion de ses 75 ans, louant « sa contribution à l'humanité alors que le monde est confronté à la pandémie, le terrorisme et la dépression ». Il cite de nouveau le yoga et l'ayurveda comme étant selon lui importants dans la lutte contre le Covid.